# Gros Ventre
Gros Ventre (Hitunena, Gros Ventre of the Prairie; Veliki Trbuh Prerije; Atsina, Minnetaree, Minnetarees of Fort de Prairie, Big Belly, Ahe, A'ananin) je pleme Indijanaca porijeklom od Arapaha, porodica Algonquian, nastanjeno u prerijama od Milk Rivera i obala Missourija na sjever do Saskatchewana. Pleme je 1780 imalo oko 3.000 pripadnika, kasnije su (1880) smješteni na rezervat Fort Belknap s Assiniboinima. Brojnim stanjem se manipulira; prema SIL-u 1977. bilo ih je 1.200, vjerojatno samo na rezervatu. Drugi podaci govore da ih je u SAD oko 3.000.

## Ime
Ime Gros Ventre prevedeno je s francuskog na engleski kao Big Belly ili Great Belly Indians, odnosno Veliki Trbuh. U znakovnom jeziku na preriji, često su brkani s Hidatsa Indijancima, također nazivanima Gros Ventre. Toga radi, ova dva plemena na imenu imaju i nastavke, kod Atsina Gros Ventre of the Prairie ili Minnetaree of the Prairie, a za Hidatse, zbog toga što su živjeli uz Missouri Gros Ventre ili Minnetaree of the Missouri.  Riječ 'Belly' kao oznaku u imenu imaše i srodnici pravih Hidatsa, Indijanci Awaxawi ili Amahami, koji su nazivani i Minnetaree of the Knife River. Čak i kod Crow Indijanaca, koji su se odvojili od Hidatsa nalazimo 'trbuh' ili 'belly' u imenu bande Udareni-u-Trbuh', odnosno Kicked-in-their-Bellies. Ime Minnetaree označava 'one što su prešli vodu “rijeku”'(='they crossed the water'). 
Do učestalih brkanja Hidatsa i Atsina bez sumnje dovode slične geste na torzu, koje su ova dva plemena koristila u znakovnom jeziku. jedna se odnosi na tetovirane grudi Hidatsa, dok je kod Atsina označavalo 'uvijek gladan' ili 'always hungry' (i. e. 'prosjaci' ='beggars'). Šošonsko ime Sä'pani, također označava‚ 'trbuhe, =bellies’. Sami sebe oni danas zovu Ahe, A'ananin, u Swantonovo vrijeme Aä'ninena, što znači "white-clay people," Naziv Atsina, misli Swanton bio bi od Blackfoota, s kojima su se Atsine družili nakon cijepanja od matičnih Arapaha. Značenje ove riječi je sumnjivo.

## Povijest
Gros Ventre su nekada bili dio Arapaha, i vjerojatno su s njima stanovali u području Red River Valleya u Minnesoti i Sjevernoj Dakoti, negdje do 1650. Odvojili su se od matice i nastavili se kretati u sjeverni Wyoming prije nego što su postali lovci na bizone, odnosno oko 1675.
Atsine su dolutali sve do Saskatchewana u Kanadi, prije nego što su se 1818. ponovno ujedinili s Arapahosima u Wyomingu. S Arapahosima Atsine ostadoše ujedinjeni sve od 1818. pa do 1823. kada su se ponovno odvojili i nastanili u području Milk Rivera gdje neki 1829. stradaše od boginja. Dio bande što je ostao s Arapahima odvoji se od njih 1832. i nastaviše lutati. Ova lutanja dovela su ih u područje poznato kao Pierre's Hole, što se prostire zapadno od Teton Rangee, dolina duga oko 20 milja i dvije milje široka, u današnjem okrugu Teton u Idahu. Tu su se sukobili s trgovcima krznima gdje su zadobili teške gubitke (Battle of Pierre's Hole). Nakon ovih gubitaka dvije bande Atsina udružile su se 1833. Nekoliko godina poslije napali su ih Assiniboini nekoliko puta, i zadali im ozbiljne udarce.  
Tek 1855. dolazi do potipisivanja ugovora 'Treaty of Friendship' s Isaac Stevensom (poginuo u bici 'Battle of Chantilly' 1862. u Virginiji) kao dio Blackfoot naroda. Sljedeće (1856.) godine Atsine odlaze s Assiniboinima na rezervat Fort Belknap, ali rat još nije gotov za njih. Premda u savezu s Crnim Stopama, Atsine se 1867. udružuju s Vranama protiv Crnih Stopa i gube bitku. Pečat im na kraju zadaju boginje koje ih pogađaju 1869.

## Populacija
Danas Atsine žive na rezervastu Fort Belknap u Montani. Populacija Atsina 1700. je iznosila oko 3.000 mišljenje je NAHDB-a, i takvo je sve do 1800. U prvoj polovici 20. stoljeća broj Atsina kretao se oko 500 osoba, da bi počeo rasti od 80.-tih godina: 1.600 (1989.); 2.500 (2000.); 3,000 (2005.)

## Etnografija
Atsine ili Veliki Trbuh prerije su jedno od tipičnih plemena s prerijskom kulturom lovaca na bizone. Nastamba Atsina je šator od bizonovih koža poznat kao tipi ili tepee. Pleme je živjelo od lova na bizone kojima su uvijek bili na tragu, a čitavo se moglo se mobilizirati za jedan sat i nastaviti pokret. 

### Klan i totemizam
Gros Ventre bijahu organizirani po klanovima, ali veoma je važno ovdje naglasiti da kod njih kao i kod Apača, Vrana i njihovih srodnika Hidatsa, ovi klanovi nemaju totemska imena, koji se inače obično povezuju uz klan. Da totem ne mora biti vezan uz klan govore nam i Arunta Aboridžini čije su totemske grupe različite od klanova. Ovaj problem poznat je Lévi-Straussu koji ga navodi u svom 'Totemizmu danas'. Swanton navodi Kroeberove nazive klanova, to su: "Those-who-water-their-horses-once-a-day"; Tendons, "Those-who-do-not-give-away" ili "Buffalo-humps"; Opposite (ili Middle) Assiniboin, "Ugly-ones (ili) Tent-poles worn smooth"; Bloods, "Fighting-alone"  -Ostali klanovski nazivi: Berry-eaters, Breech-cloths, Coffee, Dusty-ones, Gray-ones ili Ash-colored, Kanhutyi (ime poglavice), Night-hawks, Poor-ones, Torn-trousers, Weasel-skin headdress.

## Vanjske poveznice
- Gros Ventre (Ahe, Ahahnelin, Aane, Atsina)
- Foto galerija
- Gros Ventre History  Arhivirana inačica izvorne stranice od 25. siječnja 2012. (Wayback Machine)
- Hodge